# Georg Engelbrecht der Jüngere
Georg Engelbrecht der Jüngere (* 28. Januar 1680 in Helmstedt; † Oktober 1735 in Celle) war ein deutscher Jurist, Hochschullehrer an der Universität Helmstedt und Oberappellationsrat am Oberappellationsgericht Celle.

## Leben und Wirken
Über Jugend und Studienzeit Engelbrechts ist bisher nichts bekannt. Wie sein Vater Georg Engelbrecht der Ältere, sein Bruder Christoph Johann Conrad Engelbrecht und sein Vetter Johann Wilhelm Engelbrecht schlug er zunächst eine wissenschaftliche Laufbahn ein und lehrte als Rechtsprofessor in Helmstedt. Im Jahr 1714 gab er die wissenschaftliche Laufbahn auf und ging nach Celle. Dort wirkte er nach einer kurzen Tätigkeit als Hofrat ab 1716 bis zu seinem Tod im Jahr 1735 als Oberappellationsrat am Oberappellationsgericht.
In seinen Schriften, die von der Naturrechtslehre geprägt waren, befasste er sich unter anderem mit dem Strafrecht und dem Bergrecht.

## Werke (Auswahl)
- Dissertatio juridica de iudiciis metallicis, von Berg-Ämbtern, Berg-Gerichten, 1705.